# Сомеш-Одорхей (комуна)
Сомеш-Одорхей (рум. Someș-Odorhei) — комуна у повіті Селаж в Румунії. До складу комуни входять такі села (дані про населення за 2002 рік):
- Інеу (663 особи)
- Бирса (165 осіб)
- Домнін (429 осіб)
- Сомеш-Одорхей (1393 особи) — адміністративний центр комуни
- Шоймуш (407 осіб)

Комуна розташована на відстані 388 км на північний захід від Бухареста, 22 км на північний схід від Залеу, 65 км на північ від Клуж-Напоки.

## Населення
За даними перепису населення 2002 року у комуні проживали 3057 осіб.
Національний склад населення комуни:
| Національність | Кількість осіб | Відсоток |
| -------------- | -------------- | -------- |
| румуни         | 2852           | 93,3%    |
| цигани         | 158            | 5,2%     |
| угорці         | 44             | 1,4%     |
| українці       | 1              | < 0,1%   |
| німці          | 1              | < 0,1%   |
| словаки        | 1              | < 0,1%   |

Рідною мовою назвали:
| Мова      | Кількість осіб | Відсоток |
| --------- | -------------- | -------- |
| румунська | 2946           | 96,4%    |
| циганська | 73             | 2,4%     |
| угорська  | 37             | 1,2%     |
| словацька | 1              | < 0,1%   |

Склад населення комуни за віросповіданням:
| Релігія            | Кількість осіб | Відсоток |
| ------------------ | -------------- | -------- |
| православні        | 2665           | 87,2%    |
| баптисти           | 128            | 4,2%     |
| п'ятдесятники      | 69             | 2,3%     |
| греко-католики     | 46             | 1,5%     |
| реформати          | 37             | 1,2%     |
| римо-католики      | 4              | 0,1%     |
| не релігійні       | 4              | 0,1%     |
| не вказали релігію | 1              | < 0,1%   |